# Revoluție burgheză
Revoluție burgheză este un termen folosit în teoria marxistă prin care este denumită revoluția socială care are ca scop distrugerea sistemului feudal ori  sau a rămășițelor acestuia, punând bazele conducerii de către burghezie a societății și creării statului burghez. În statele colonizate sau subjugate, revoluțiile burgheze iau deseori forma războaielor naționale de independență. Revoluțiile engleză, franceză și americană sunt considerate revoluțiile burgheze arhetipale, prin faptul că au încercat să elimine rămășițele sistemului medieval feudal, pentru ca să deschidă calea pentru ascensiunea capitalismului. Termenul este folosit de obicei în contrast cu "revoluția proletară" și este denumită uneori și „revoluție burghezo-democratică”.
În conformitate cu o versiune a teoriei marxistă a celor  „două etape”, revoluția burgheză a fost considerată un pas necesar în înaintarea spre socialism. În această abordare, țările care încă își păstraseră o anumită structură feudală, cum era cazul  Rusiei, trebuiau pentru început să treacă la capitalism printr-o revoluție burgheză, mai înainte ca să se pregătească pentru declanșarea revoluției proletare.
În timpurile în care se desfășura Revoluția Rusă din 1917, menșevicii au pus în circulație această teorie, afirmând că o revoluție condusă de burghezie era necesară pentru modernizarea societății, afirmarea libertăților de bază și înfrângerea definitivă a feudalismului, ceea ce în final aveau să asigure condițiile necesare pentru trecerea la socialism.